# Krążowniki ciężkie typu Duquesne
Krążowniki typu Duquesne – seria dwóch francuskich krążowników ciężkich z okresu międzywojennego i II wojny światowej. Były pierwszymi francuskimi okrętami tej klasy i należały  do pierwszej generacji krążowników ciężkich na świecie. Okręty otrzymały nazwy na cześć francuskich admirałów Abrahama Duquesne'a i Anne Hilariona de Tourville'a. Oba krążowniki przetrwały II wojnę światową i służyły czynnie do końca lat 40. XX wieku.

## Historia powstania
Traktat waszyngtoński z 1922 roku, ograniczający zbrojenia morskie w zakresie okrętów liniowych, zezwolił jednocześnie sygnatariuszom na budowę krążowników o maksymalnej wyporności do 10 000 ton i kalibrze dział do 203 mm. W efekcie główne potęgi morskie rozpoczęły budowę nowej klasy okrętów o maksymalnych dopuszczalnych parametrach, nazywanych „krążownikami waszyngtońskimi”, a następnie krążownikami ciężkimi. Pierwszymi francuskimi ciężkimi krążownikami były dwa okręty typu Duquesne – „Duquesne” i „Tourville”, zamówione 1 lipca 1924 roku, w ramach programu finansowego na ten rok. Początkowo klasyfikowano je we Francji oficjalnie jako krążowniki lekkie – croiseurs legers, do czasu wprowadzenia podziału klas krążowników przez traktat londyński z 1930 roku. Okręty zaprojektowało biuro STCN.
Ponieważ początkowo koncepcja krążownika ciężkiego dopiero się kształtowała, okręty pierwszego pokolenia tej klasy na ogół były słabo opancerzone, z powodu konieczności zmieszczenia się w narzuconym limicie wyporności. Francuskie okręty mimo to stanowiły wyjątek, będąc praktycznie pozbawione opancerzenia kadłuba i posiadając jedynie bardzo słabe opancerzenie komór amunicyjnych oraz artylerii, przez co były wrażliwe nawet na ogień krążowników lekkich (masa pancerza wynosiła jedynie 459 t – 4,5% wyporności). Ich atutem miała być wysoka prędkość 33 węzłów, pozwalająca na unikanie walki (podczas prób osiągnęły one nawet maksymalnie 36,15 w. – „Tourville” i 35,3 w. – „Duquesne”), a także typowa dla krążowników ciężkich silna artyleria, pozwalająca na zwalczanie lżejszych okrętów. Cechy te były zgodne z przewidywanym zastosowaniem francuskich krążowników ciężkich do prowadzenia dalekiego rozpoznania, wspierania lżejszych okrętów i ochrony komunikacji morskiej, zwłaszcza bazując w koloniach francuskich. Stąd nacisk położono na dobre własności morskie i projekt nowych ciężkich krążowników był w zasadzie nieco powiększoną wersją lekkich krążowników typu Duguay Trouin, ze wzmocnionym uzbrojeniem. Oprócz słabego pancerza, ujemną cechą był też słaby stopień biernej ochrony przeciw wybuchom podwodnym (jedynie cienka gródź wzdłużna w rejonie siłowni). Zakładano jednak, że krążowniki te będą głównie działać w koloniach, gdzie nie będą miały silnych przeciwników, a na wody europejskie powstaną inne silniejsze krążowniki (ogółem Francja planowała zbudować ich 21).
| Nazwa     | Położenie stępki                                 | Wodowanie        | Przekazanie flocie | Wejście do służby | Wycofanie ze służby |
| Duquesne  | 30 października 1924, Arsenal de Brest w Breście | 17 grudnia 1925  | 6 grudnia 1928     | 25 stycznia 1929  | 2 lipca 1955        |
| Tourville | 4 marca 1925, Arsenal de Lorient w Lorient       | 24 sierpnia 1926 | 1 grudnia 1928     | 13 marca 1929     | 28 kwietnia 1961    |

## Opis
Okręty typu Duquesne miały kadłub z podniesionym pokładem dziobowym na ok. 1/3 długości, jako jedyne krążowniki ciężkie pierwszego pokolenia. Ich cechą charakterystyczną, przejętą z typu Duguay Trouin, były burty przechodzące w ściany dolnego piętra nadbudówki dziobowej (powtórzone na późniejszych krążownikach typu Suffren). Dzięki dużym rozmiarom i wysokim burtom na dziobie, miały one bardzo dobrą dzielność morską, porównywalną z brytyjskim typem County. Nadbudówka dziobowa z pomostem bojowym była dość niska i mało rozbudowana, lecz wznosił się nad nią masywny trójnożny maszt ze stanowiskiem kierowania ogniem. Przez całe śródokręcie od uskoku dziobowego ciągnęła się niska nadbudówka, na której na rufie stała wieża dział nr 3. Artyleria główna rozmieszczona była w czterech dwudziałowych wieżach w osi okrętu, po dwie na dziobie i rufie w superpozycji (na pokładzie dziobowym i rufowym oraz na piętrze nadbudówki dziobowej i rufowej). Dynamiczną i zwartą sylwetkę okrętów uzupełniały dwa dość szeroko rozstawione pochyłe kominy na śródokręciu, z dźwigiem pomiędzy nimi, oraz drugi maszt przed wieżą nr 3 (kominy i maszt pochylone były pod kątem 5°). 

„Tourville” w 1945 r. Na szkicu po prawej zaznaczone rozplanowanie pancerza.

Kadłub podzielony był poprzecznie na 17 głównych przedziałów wodoszczelnych, zbudowany w podłużnym układzie naboru, na całej długości miał podwójne dno. Siłownia – 4 kotłownie i 2 maszynownie, zbudowana była w układzie przemiennym (eszelonowym), zwiększającym odporność na uszkodzenia (od dziobu: dwie kotłownie, maszynownia, dwie kotłownie, maszynownia). Okręty miały podwójne stery (główny i pomocniczy), rzadko spotykane wśród krążowników. Opancerzenie kadłuba ograniczało się jedynie do „skrzyniowego” opancerzenia komór amunicyjnych pod wieżami artylerii głównej, stanowiących łącznie ok. 1/4 długości kadłuba (30 mm po bokach, 20 mm z przodu, tyłu i od góry). Z masy opancerzenia, 368 t przypadało na kadłub i 91 t na wieże artylerii. Wieże i ich barbety opancerzone były dwoma warstwami płyt (co zmniejszało ich i tak niewysoką odporność) łącznej grubości 30 mm. Pomieszczenie maszyny sterowej miało cienki pancerz 17 mm, ponadto pokład górny był wykonany ze stali konstrukcyjnej grubości 22–24 mm.
Uzbrojenie główne w postaci 8 dział 203 mm (Model 1924) o długości 50 kalibrów, umieszczonych w wieżach, było typowe dla krążowników ciężkich. Dla nowych okrętów specjalnie zaprojektowano działa tego kalibru, nieużywanego wcześniej we Francji (stosowano wcześniej kaliber 194 mm). Masa dwudziałowej wieży wynosiła 180 t. System kierowania ogniem obejmował punkt kierowania na szczycie przedniego trójnożnego masztu, z dwoma dalmierzami (3 m i 5 m) i przelicznik artyleryjski w kadłubie. Pomocniczy punkt na nadbudówce dziobowej miał dalmierz 5-metrowy („Duquesne”) lub nowocześniejszy 3-metrowy („Tourville”). Ponadto górne wieże dział miały własne dalmierze 5-metrowe, za pomocą których można było kierować grupą wież.
Osiem dział przeciwlotniczych 75 mm Mle 1924 umieszczone było po 4 na burtach: 2 na skrzydłach dolnego piętra nadbudówki dziobowej i 2 na śródokręciu po bokach katapulty. W 1933 roku działa te wyposażono w tarcze ochronne i zainstalowano system kierowania ogniem przeciwlotniczym, w formie dwóch stanowisk z 3-metrowym dalmierzem i przelicznikiem. Lekkie uzbrojenie przeciwlotnicze stanowiło 8 pojedynczych działek automatycznych 37 mm Mle 1925 (4 po bokach pierwszego komina i po dwa na pokładzie dziobowym i rufowym). Według innych źródeł, w połowie lat 30. zostało zamienione na cztery podwójnie sprzężone działka 37 mm. Ponadto, okręty miały początkowo 8 karabinów maszynowych 8 mm Hotchkiss Mle 14, które wymieniono w latach 1933-1934 na 4 podwójnie sprzężone podstawy wkm 13,2 mm Hotchkiss Mle 31 na rufie, a w 1937 roku dodano jeszcze dwa podwójne wkm-y na skrzydłach pomostu. Uzbrojenie torpedowe stanowiło 6 wyrzutni torpedowych kalibru 550 mm w dwóch potrójnych aparatach na burtach, na górnym pokładzie, między kominami.
Okręty otrzymały wyposażenie lotnicze już na etapie projektu, jako pierwsze francuskie okręty. Miały jedną obrotową katapultę na śródokręciu za drugim kominem, mogły przenosić do dwóch wodnosamolotów. Początkowo były to łodzie latające FBA-17 i CAMS-37A (stawiane na wodzie za pomocą dźwigu przed zamontowaniem katapulty), następnie wodnosamoloty pływakowe Gourdou-Leseurre serii Gourdou-Leseurre GL-810 (810/811/812HY). W 1937 roku katapultę zdemontowano, lecz w roku 1938 ponownie je zainstalowano. Od 1939 roku używano łodzi latających Loire 130. W skład wyposażenia okrętów wchodziła ponadto stacja hydrolokacyjna z opuszczaną anteną, a do zwalczania okrętów podwodnych okręty posiadały 15 bomb głębinowych (rzadkość w tej klasie okrętów).
Pod koniec 1943 roku z obu okrętów zdjęto wyposażenie lotnicze z katapultą. W marcu 1944 roku na „Tourville” zamieniono 4 działka przeciwlotnicze 37 mm na 4 skuteczniejsze działka 40 mm Bofors. W marcu 1944 roku z „Duquesne” zdjęto wyrzutnie torpedowe.
W połowie lat 30., w związku z budową nowych, silniej opancerzonych krążowników, rozważano przebudowę okrętów na lekkie lotniskowce. Trzy projekty przewidywały zamontowanie częściowego pokładu lotniczego o wymiarach 139 x 22 m i zachowanie dziobowych lub rufowych wież. Czwarty projekt przewidywał zdjęcie całej artylerii na korzyść pokładu lotniczego długości 176 m. Przewidywano zastosowanie poziomych kominów i artylerii uniwersalnej składającej się z 12 dział 100 mm. Od przebudowy odstąpiono z uwagi na małą ilość zabieranych samolotów (12-14) i plany budowy pełnowymiarowych lotniskowców typu Joffre.

## Służba

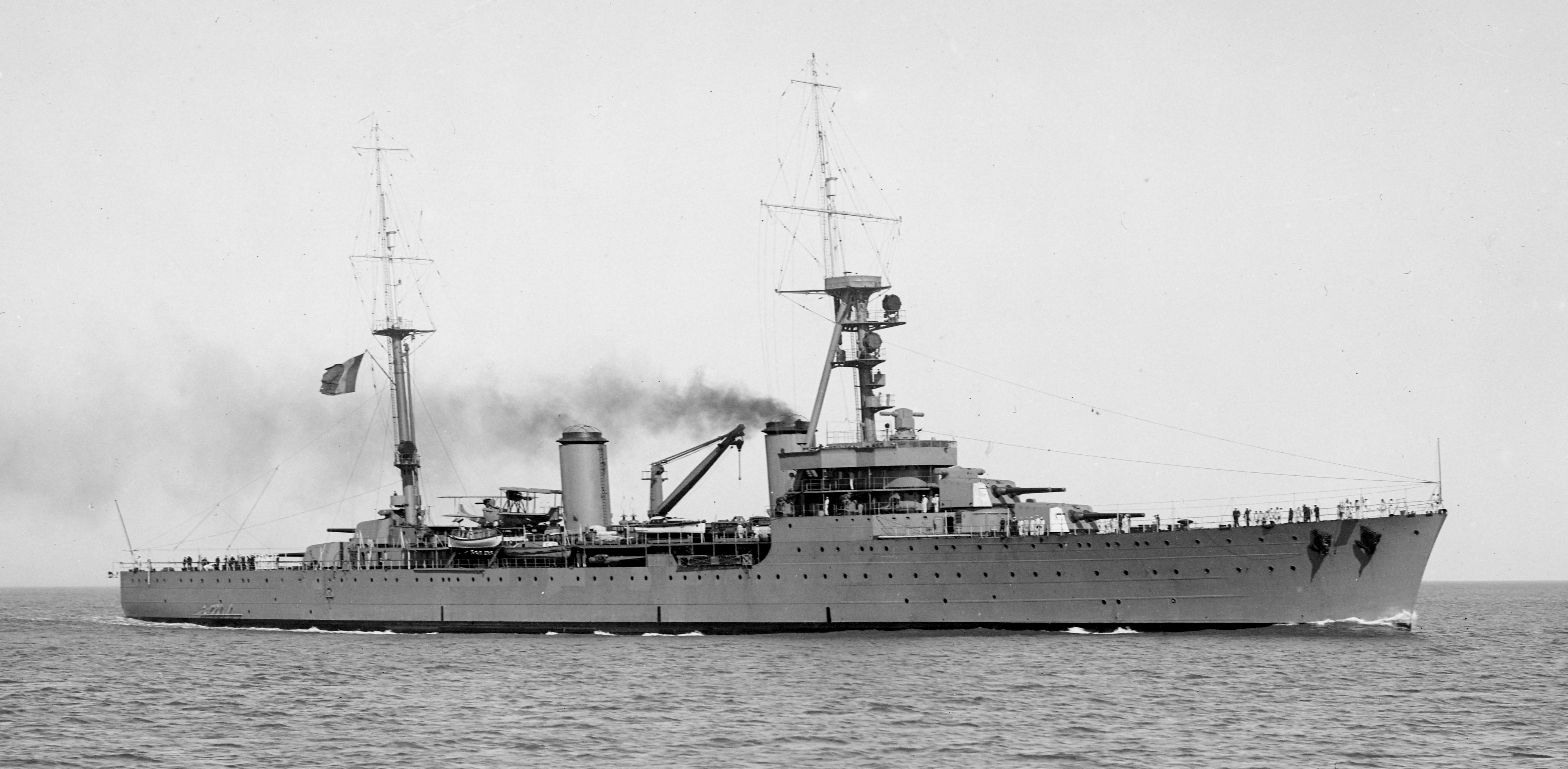
„Tourville” w 1929 r.

Oba okręty służyły przez większość czasu razem. W latach 1928–1930 nie miały jeszcze zainstalowanej całości wyposażenia, które było następnie uzupełniane, jak katapulta i dalmierze. W 1928 roku „Duquesne” odbył rejs do Nowego Jorku, a w 1929 roku rejs wokół Afryki, odwiedzając francuskie kolonie. „Tourville” między 5 kwietnia a 24 grudnia 1929 roku odbył rejs dookoła świata (przez Kanał Panamski, Chile, Australię, Kanał Sueski do Brestu). Wraz z nowym „Suffrenem” oba krążowniki utworzyły 1. Dywizjon Lekki w Breście („Duquesne” jako okręt flagowy). W latach 1930–1931 okręty pełniły dodatkowo funkcję okrętów szkolnych (do czasu wprowadzenia okrętu szkolnego „Jeanne d'Arc”). W styczniu 1932 roku „Duquesne” został okrętem flagowym Lekkiej Eskadry w Tulonie, obejmującej 1., 5. i 7. Dywizjony Lekkie (dwa ostatnie – wielkich niszczycieli). W latach 1933–1934 oba krążowniki były remontowane i modernizowane, po czym weszły w skład 3. Dywizjonu Lekkiego, a w roku 1937 – 2. Dywizjonu Krążowników. Od 1937 roku okręty wykorzystywano do szkolenia. W sierpniu 1939 roku 2. Dywizjon został przydzielony do 3. Eskadry, z „Tourville” jako okrętem flagowym.
Na początku II wojny światowej „Tourville” pełnił służbę patrolową na Morzu Śródziemnym, a między styczniem a lutym 1940 roku przewiózł z Tulonu do Bejrutu ładunek złota. „Duquesne” między styczniem a kwietniem 1940 roku stacjonował w Dakarze, uczestnicząc w poszukiwaniach niemieckich rajderów na Atlantyku. Po ataku Niemiec na Francję, w maju 1940 roku oba okręty weszły w skład alianckiego zespołu X wiceadm. Godfroya w Aleksandrii (okręt flagowy – „Duquesne”). Po klęsce Francji Brytyjczycy podjęli akcje zmierzające do neutralizacji siłą floty francuskiej (operacja Catapult). W Aleksandrii udało się uniknąć rozlewu krwi i wynegocjować porozumienie, na mocy którego okręty zespołu X zostały 5 lipca 1940 roku pozbawione paliwa i rozbrojone, pozostając w Aleksandrii pod kontrolą francuską ze szkieletowymi załogami (4 lipca, podczas negocjacji, „Tourville” uczestniczył w odpieraniu nalotu włoskich samolotów).
W maju 1943 roku, po przejściu kolonialnej administracji francuskiej w Afryce na stronę generała de Gaulle'a, oba krążowniki zostały włączone do sprzymierzonych z aliantami sił Wolnych Francuzów i 24 czerwca 1943 roku powróciły do linii. 3 lipca 1943 roku, płynąc wokół Afryki dotarły do Dakaru w pierwszych dniach września, tworząc wraz z „Suffrenem” 1. Eskadrę Krążowników. Działały stamtąd na Atlantyku, poszukując niemieckich łamaczy blokady, lecz nie były intensywnie wykorzystywane z powodu umiarkowanego zasięgu. W maju 1944 roku „Duquesne” skierowano do Wielkiej Brytanii na remont. Znajdował się w rezerwie operacji Neptune (lądowania w Normandii). W grudniu wszedł w skład francuskiego zespołu operacyjnego French Naval Task Force, atakującego niemieckie obiekty na wybrzeżu Zatoki Biskajskiej. W kwietniu 1945 roku wraz z pancernikiem „Lorraine” i niszczycielami zwalczał jednostki niemieckie w ujściu Żyrondy.
„Tourville” od czerwca do listopada 1944 roku był remontowany w Bizercie. W grudniu został wycofany do rezerwy w Tulonie, służąc jako okręt-baza okrętów eskortowych. Według innych źródeł, służył też jako transportowiec wojska.
Po wyzwoleniu Francji oba okręty przeszły modernizację: „Tourville” od grudnia 1944 do listopada 1945 roku w Tulonie, a „Duquesne” od czerwca do listopada 1945 roku w Breście. Podczas modernizacji m.in. zdemontowano maszty rufowe i wyrzutnie torpedowe, lekkie uzbrojenie przeciwlotnicze zamieniono na 8 pojedynczych armat 40 mm Bofors i 16 („Tourville”) lub 20 („Duquesne”) działek 20 mm Oerlikon, zamontowano na maszcie amerykańskie radary SF1 i SA2 i na stanowisku kierowania ogniem umieszczono 8-metrowy dalmierz stereoskopowy. Na „Tourville” dziobowe 4 armaty 75 mm przeniesiono z nadbudówki na śródokręcie.
Po modernizacji oba krążowniki powróciły do służby czynnej. W latach 1945–1947 odbyły po dwa rejsy na wody Indochin, gdzie Francja usiłowała odzyskać pozycję kolonialną. W marcu 1946 roku uczestniczyły w zajęciu Tonkinu. W sierpniu 1947 roku „Duquesne” wycofano do rezerwy kategorii A, po czym służył w Algierze jako okręt-baza sił desantowych. 2 lipca 1955 roku został wycofany ze służby, po czym przeholowany do Mers el-Kebir i 27 lipca 1956 roku sprzedany na złom. „Tourville” od końca 1948 roku służył jako hulk koszarowy w Breście, po czym 28 kwietnia 1961 roku wycofano go ze służby i 15 stycznia 1963 roku oddano do stoczni złomowej (inne dane – wycofano 8 marca 1962 roku).

## Dane techniczne
- wyporność:
  - standardowa: 10 160 t
  - pełna: 12 435 t
- wymiary:
  - długość całkowita: 191 m
  - długość na linii wodnej: 185 m
  - szerokość: 19,1 m
  - zanurzenie: 6,49 m (maks.)
- napęd: 4 turbiny parowe Rateau-Bretagne o mocy 120 000 KM, 8 kotłów parowych Guyot du Temple(inne języki) (ciśnienie 20 at), 4 śruby (średnica 4,2 m)
- prędkość maksymalna: 33,75 w.
- zasięg: 5500 mil morskich przy prędkości 13 w. (2900 Mm / 29 w.)
- zapas paliwa: 1820 t
- załoga: 605

Uzbrojenie i wyposażenie:
- 8 dział 203 mm M1924 w dwudziałowych wieżach (4 x II, po dwie na dziobie i rufie w dwóch poziomach)
  - długość lufy: 50 kalibrów (L/50), masa pocisku przeciwpancernego: 123,1 kg (później 134 kg), prędkość początkowa: 850 m/s, donośność: 30 000 m[a], kąt podniesienia: 45°, maksymalna szybkostrzelność 5-6 strz./min, zapas amunicji: 150 na działo[4]
- 8 dział przeciwlotniczych 75 mm M1924 (8 x I)
- 8 działek przeciwlotniczych 37 mm M1925 (4 x II)
- 12 wkm plot 13,2 mm (6 x II)
- 6 wyrzutni torpedowych 550 mm 1925T (2 x III, na burtach)
  - torpedy 1923D: masa 2068 kg, masa materiału wybuchowego 310 kg, zasięg 13 000 m przy 35 węzłach[2]
- 15 bomb głębinowych o masie materiału wybuchowego 35 kg (masa całkowita 52 kg)[2]
- 1-2 wodnosamoloty, 1 katapulta

Opancerzenie: (masa 459 t)
- wieże dział artylerii głównej: 30 mm
- stanowisko dowodzenia: 30 mm
- komory amunicyjne: 30–20 mm